# 聚花草
聚花草（学名：Floscopa scandens），又名蔓蘘荷、水草、大祥竹篙草、竹叶草、水竹菜、小竹叶菜，是鸭跖草科聚花草属的植物。分布于大洋洲热带、台湾岛、亚洲热带以及中国大陆的江西、云南、广东、湖南、浙江、海南、福建、广西、西藏、四川等地，生长于海拔130米至1,700米的地区，常生长在水边、山沟边草地和林中，目前尚未由人工引种栽培。